# Brothers by Blood
Brothers by Blood (vormals The Sound of Philadelphia) ist ein Actionfilm von Jérémie Guez, der Teilnehmern des Tribeca Film Festivals ab 15. April 2020 online erstmals zur Verfügung gestellt wurde und im Januar 2021 als Video-on-Demand erschien und in ausgewählte US-Kinos kam. Der Film basiert auf dem 1991 erschienenen Roman Bruderliebe von Pete Dexter.

## Handlung
Die beiden Cousins Peter und Michael wurden wie Brüder erzogen. Sie sind die Nachkommen irischer Killer. Als die Rivalitäten mit den Italienern immer brutaler werden, erkennt Peter, dass sie in einer Spirale der Gewalt gefangen sind und Michael immer unberechenbarer wird. Er versucht dem scheinbar nicht enden wollenden Kreislauf von Racheakten zu entkommen.

## Produktion
Der Film basiert auf dem 1991 erschienenen Roman Brotherly Love des aus Philadelphia stammenden ehemaligen Reporters, Kolumnisten, National Book Award-Gewinners und Drehbuchautors Pete Dexter.
Regie führte Jérémie Guez, der gemeinsam mit Dexter auch dessen Roman für den Film adaptierte.
Joel Kinnaman und Matthias Schoenaerts übernahmen die Rollen der Cousins Michael und Peter Flood.
Der Film sollte Mitte April 2020 im Rahmen des Tribeca Film Festivals in der Sektion Spotlight Narratives seine Weltpremiere feiern. Einen Monat vor Beginn des Festivals wurde dieses aufgrund der Coronavirus-Pandemie abgesagt und auf einen bislang unbekannten Zeitpunkt verschoben. Dennoch wurde der Film von 15. bis 26. April 2020, dem ursprünglichen Zeitfenster des Festivals, online zur Verfügung gestellt. Ab 8. September 2020 wurde er beim Festival des amerikanischen Films gezeigt und feierte hier seine offizielle internationale Premiere. Ein erster Trailer wurde Mitte Dezember 2020 vorgestellt. Am 22. Januar 2021 erschien der Film als Video-on-Demand und kam in ausgewählte US-Kinos.
Zum US-Start veröffentlichte Milan Records das Soundtrack-Album mit insgesamt 17 Musikstücken, komponiert von Séverin Favriau, als Download.

## Rezeption
Die Kritiken waren zu einem großen Teil negativ.
Alexandre Coudray vom Close Up Magazine schreibt, Matthias Schoenaerts mag zwar Charisma haben, doch scheine er seit Bullhead in der immer selben Rolle fest zu stecken, was eine gewisse Müdigkeit erzeuge, angesichts dieser x-ten Variation eines Mannes, der von seinen eigenen Dämonen gequält wird. Auch Joel Kinnaman und Maika Monroe könnten dies nicht wieder wettmachen. Positiv hebt Coudray die Rückblenden des Films hervor, die gekonnt in den Rest der Geschichte eingebettet sind, und besonders Ryan Phillippe sei hier sehr überzeugend.